# DDR-Mannschaftsmeisterschaft im Schach 1965
Bei der DDR-Mannschaftsmeisterschaft im Schach 1965 holte sich der TSC Berlin den Titel zurück und gewann die DDR-Mannschaftsmeisterschaft zum fünften Male.
Gespielt wurde ein Rundenturnier, wobei jede Mannschaft gegen jede andere jeweils vier Mannschaftskämpfe an acht Brettern austrug, dem sogenannten Halb-Scheveninger System. Insgesamt waren es 60 Mannschaftskämpfe, also 480 Partien. Bei dem verkürzten Scheveninger System bilden die ersten vier Spieler jeder Mannschaft das Oberhaus und die zweiten vier das Unterhaus. Auf diese Weise besteht jedes Team praktisch aus zwei Mannschaften, deren Ergebnisse allerdings als Ganzes gewertet werden. Während die erste Halbzeit an Wochenenden ausgetragen wurde, fand die zweite Halbzeit (zehn Runden) zentral in Halle (Saale) statt.
Die zentrale Endrunde wurde durch den Präsidenten des Deutschen Schachverbandes, Sportfreund Armin Heintze, am 2. Mai 1965 eröffnet. Nach der ersten Halbzeit hatte Berlin I mit 53 Punkten vor SC Leipzig II (45 Punkte) geführt und konnte mit großem Vorsprung die Meisterschaft gewinnen.

## DDR-Mannschaftsmeisterschaft 1965

### Kreuztabelle der Oberliga (Rangliste)
|   | Verein             | 1    | 2    | 3    | 4    | 5    | 6    | Punkte |
| - | ------------------ | ---- | ---- | ---- | ---- | ---- | ---- | ------ |
| 1 | TSC Berlin I       |      | 18,0 | 18,0 | 16,5 | 17,0 | 23,5 | 93,0   |
| 2 | SC Chemie Halle    | 14,0 |      | 14,5 | 19,0 | 18,5 | 18,0 | 84,0   |
| 3 | SC Leipzig I       | 14,0 | 17,5 |      | 16,0 | 15,0 | 17,5 | 80,0   |
| 4 | SC Leipzig II      | 15,5 | 13,0 | 15,0 |      | 18,5 | 15,0 | 77,0   |
| 5 | TSC Berlin II      | 15,0 | 13,5 | 17,0 | 13,5 |      | 15,5 | 74,5   |
| 6 | SC Einheit Dresden | 8,5  | 14,0 | 14,5 | 17,0 | 16,5 |      | 70,5   |

Anmerkung: In der ersten Halbzeit wurde beim Leipziger Treffen eine Partie für beide Mannschaften genullt.

### Die Meistermannschaft
| 1.            | TSC Berlin |
| Schachfiguren | Reinhart Fuchs, Lothar Zinn, Werner Golz, Fritz Baumbach, Dieter Brüntrup, Olaf Thal, Lothar Kollberg, Horst Rittner |

### DDR-Liga
Der Abschluss der Staffel Süd ist unvollständig bzgl. einer Hängepartie.
| Platz | Verein               | Punkte |
| ----- | -------------------- | ------ |
| 1     | ASG / HSG Greifswald | 66,5   |
| 2     | Lok Leipzig Mitte    | 63,5   |
| 3     | Lok Rostock          | 60,0   |
| 4     | Motor SO Magdeburg   | 57,5   |
| 5     | Wissenschaft Potsdam | 55,0   |
| 6     | Lok Pankow           | 53,5   |
| 7     | SC Chemie Halle II   | 51,5   |
| 8     | Motor Rostock        | 40,5   |

| Platz | Verein                | Punkte |
| ----- | --------------------- | ------ |
| 1     | SC Einheit Dresden II | 71,0   |
| 2     | Lok Leipzig Mitte     | 61,5   |
| 3     | Lok Greiz             | 59,0   |
| 4     | Lok Dresden           | 56,5   |
| 5     | Chemie Piesteritz     | 51,0   |
| 6     | Aufbau Dresden Mitte  | 50,0   |
| 7     | Motor Görlitz         | 49,5   |
| 8     | Motor Weimar          | 48,5   |

## DDR-Meisterschaft der Frauen 1965
| Platz | Verein                   | Punkte |
| ----- | ------------------------ | ------ |
| 1     | Lok Erfurt               | 41,0   |
| 2     | Wissenschaft Uni Leipzig | 40,5   |
| 3     | SC Chemie Halle          | 35,5   |
| 4     | Lok Dresden              | 29,5   |
| 5     | Post Berlin              | 17,0   |
| 6     | Aufbau Börde Magdeburg   | 16,5   |

## Jugendmeisterschaften
| männlich   | weiblich        |
| ---------- | --------------- |
| SC Leipzig | Lok Bad Kleinen |